# Ophiorrhiza argostemmoides
Ophiorrhiza argostemmoides är en måreväxtart som beskrevs av Adolph Daniel Edward Elmer. Ophiorrhiza argostemmoides ingår i släktet Ophiorrhiza och familjen måreväxter. Inga underarter finns listade i Catalogue of Life.